# Alberto Bassi
Alberto Luis Bassi (La Plata; 29 de diciembre de 1958) es un músico, poeta y compositor argentino. Su obra se caracteriza por la gran variedad de géneros musicales y por el toque humorístico y erótico de sus letras.  

## Biografía
Alberto comienza a finales de los 70 interpretando covers en francés en el Auditorio Alianza Francesa de la Ciudad de Buenos Aires
En 1980 comienza a incorporar material propio a sus presentaciones; en 1985 presenta su primer disco "Amor y barcos" el cual generó mucha polémica por su contenido erótico y explícito. 
Como escritor es autor de varios poemarios, monólogos y microrrelatos. Actualmente realiza shows en vivo en La Plata y Buenos Aires

## Discografía

### Álbumes de estudio
| Año  | Título                                                          |
| ---- | --------------------------------------------------------------- |
| 1985 | Amor y Barcos                                                   |
| 2001 | Ensenada o La Magia                                             |
| 2005 | No Hagamos el Amor en Silencio                                  |
| 2011 | El Slip Rojo                                                    |
| 2017 | Mi Patría es Mi Gato Cuando Bosteza en Una Obra en Construcción |

### Poemarios
| Año  | Título                                 |
| ---- | -------------------------------------- |
| 1988 | El que viaja y el que se queda en casa |
| 1989 | Algunos Días y Noches                  |
| 1991 | 34 Armonías y Avenidas                 |
| 1992 | Para Natahel                           |
| 1993 | Extraits Intimes                       |
| 1997 | Soy el que espía                       |